# World Lacrosse
La Federación Internacional de Lacrosse (Federation of International Lacrosse en inglés), también conocida por sus siglas en inglés FIL y por su nombre comercial de World Lacrosse, es el organismo que se dedica a regular las normas del lacrosse mundialmente,  está encargada de organizar los campeonatos mundiales de la especialidad en todas las categorías. Fue establecida en agosto de 2008 con la fusión de las asociaciones internacionales de hombres y mujeres de lacrosse. La FIL en 2017 contó con 60 miembros completos y asociados alrededor del mundo.

## Miembros
La FIL cuenta con 60 miembros divididos en cuatro confederaciones, siendo Europa la región con mayor cantidad de miembros con 31.

### Miembros completos
| Nación          | Asociación o Federación                                                          | Confederación                     | Liga                             |
| --------------- | -------------------------------------------------------------------------------- | --------------------------------- | -------------------------------- |
| Alemania        | German Lacrosse Association                                                      | European Lacrosse Federation      | 1. Bundesliga                    |
| Argentina       | Asociación Argentina de Lacrosse                                                 | Pan-American Lacrosse Association | No tiene                         |
| Australia       | Australian Lacrosse Association                                                  | Asia Pacific Lacrosse Union       | No tiene                         |
| Austria         | Austrian Lacrosse Association                                                    | European Lacrosse Federation      | Austrian Lacrosse League         |
| Bélgica         | Belgian Lacrosse Federation                                                      | European Lacrosse Federation      | Belgian Lacrosse League          |
| Bermudas        | Bermuda Lacrosse Association                                                     | Pan-American Lacrosse Association | No tiene                         |
| Canadá          | Canadian Lacrosse Association                                                    | Pan-American Lacrosse Association | CLA National Championship        |
| China           | China Lacrosse Association                                                       | Asia Pacific Lacrosse Union       | No tiene                         |
| China Taipéi    | Taiwan Lacrosse Association                                                      | Asia Pacific Lacrosse Union       | No tiene                         |
| Corea del Sur   | Korea Lacrosse Association                                                       | Asia Pacific Lacrosse Union       | Korea National Lacrosse League   |
| Iroqués         | First Nations Lacrosse Association                                               | Pan-American Lacrosse Association | No tiene                         |
| Dinamarca       | Dansk Lacrosse Forbund Archivado el 4 de noviembre de 2020 en Wayback Machine.   | European Lacrosse Federation      | No tiene                         |
| Escocia         | Lacrosse Scotland                                                                | European Lacrosse Federation      | National Men's Lacrosse League   |
| Eslovaquia      | Slovak Lacrosse Federation                                                       | European Lacrosse Federation      | Slovak Lacrosse League           |
| España          | Asociación Española de Lacrosse                                                  | European Lacrosse Federation      | Liga Española de Lacrosse        |
| Estados Unidos  | US Lacrosse                                                                      | Pan-American Lacrosse Association | Major League Lacrosse            |
| Finlandia       | Finnish Lacrosse Association                                                     | European Lacrosse Federation      | Finnish Championship             |
| Francia         | France Lacrosse                                                                  | European Lacrosse Federation      | Championnat de France            |
| Gales           | Welsh Lacrosse Association                                                       | European Lacrosse Federation      | No tiene                         |
| Hong Kong       | Hong Kong Lacrosse Association                                                   | Asia Pacific Lacrosse Union       | Hong Kong Lacrosse League        |
| Inglaterra      | English Lacrosse Association                                                     | European Lacrosse Federation      | National Club Championship       |
| Irlanda         | Ireland Lacrosse                                                                 | European Lacrosse Federation      | Irish Lacrosse League            |
| Israel          | Israel Lacrosse                                                                  | European Lacrosse Federation      | Israel Premier Lacrosse League   |
| Italia          | Italian Lacrosse Federation                                                      | European Lacrosse Federation      | Campionato Italiano              |
| Japón           | Japan Lacrosse Association                                                       | Asia Pacific Lacrosse Union       | Japan Club Lacrosse Championship |
| Letonia         | Latvia Lacrosse Federation                                                       | European Lacrosse Federation      | Latvia Lacrosse League           |
| Noruega         | Norwegian Lacrosse Federation                                                    | European Lacrosse Federation      | 1. divisjon                      |
| Nueva Zelanda   | New Zealand Amateur Lacrosse Union                                               | Asia Pacific Lacrosse Union       | No tiene                         |
| Países Bajos    | Netherlands Lacrosse                                                             | European Lacrosse Federation      | Hoofdklasse                      |
| República Checa | Czech Lacrosse Union                                                             | European Lacrosse Federation      | Czech National League            |
| Suecia          | Sweden Lacrosse Association Archivado el 12 de marzo de 2018 en Wayback Machine. | European Lacrosse Federation      | SM                               |
| Suiza           | Swiss Lacrosse Federation                                                        | European Lacrosse Federation      | Swiss Lacrosse League            |
| Tailandia       | Thailand Lacrosse Association                                                    | Asia Pacific Lacrosse Union       | No tiene                         |
| Turquía         | Turkish Lacrosse Association                                                     | European Lacrosse Federation      | No tiene                         |

### Miembros afiliados
| Nación      | Asociación o Federación                 | Confederación                     | Liga                     |
| ----------- | --------------------------------------- | --------------------------------- | ------------------------ |
| Bulgaria    | Bulgarian Lacrosse Federation           | European Lacrosse Federation      | No tiene                 |
| Catar       | Qatar Lacrosse Association              | Asia Pacific Lacrosse Union       | No tiene                 |
| Chile       | Chile Lacrosse                          | Pan-American Lacrosse Association | No tiene                 |
| Colombia    | Colombia Lacrosse                       | Pan-American Lacrosse Association | No tiene                 |
| Costa Rica  | Costa Rica Lacrosse Sporting Federation | Pan-American Lacrosse Association | No tiene                 |
| Croacia     | Croatian Lacrosse Association           | European Lacrosse Federation      | Croatian Lacrosse League |
| Eslovenia   | Slovenia Lacrosse                       | European Lacrosse Federation      | No tiene                 |
| Estonia     | Eesti Lacrossiliit                      | European Lacrosse Federation      | No tiene                 |
| Filipinas   | Philippines Lacrosse Association        |                                   | No tiene                 |
| Grecia      | Greece Lacrosse                         | No tiene                          |                          |
| Guatemala   | Lacrosse Guatemala                      | Pan-American Lacrosse Association | No tiene                 |
| Haití       | Fédération Haïtienne de Lacrosse        | Pan-American Lacrosse Association | No tiene                 |
| Hungría     | Hungarian Lacrosse Federation           | European Lacrosse Federation      | No tiene                 |
| Jamaica     | Jamaica Lacrosse Association            | Pan-American Lacrosse Association | No tiene                 |
| Kenia       | Kenya Lacrosse Association              | Africa Association of Lacrosse    | No tiene                 |
| Luxemburgo  | Luxembourg Lacrosse Federation          | European Lacrosse Federation      | No tiene                 |
| Malasia     | Malaysia Lacrosse Association           | Asia Pacific Lacrosse Union       | No tiene                 |
| México      | Federación Mexicana de Lacrosse         | Pan-American Lacrosse Association | No tiene                 |
| Perú        | Asociación Peruana de Lacrosse          | Pan-American Lacrosse Association | No tiene                 |
| Polonia     | Polish Lacrosse Federation              | European Lacrosse Federation      | Polish Lacrosse League   |
| Portugal    | Portuguese Lacrosse Association         | European Lacrosse Federation      | No tiene                 |
| Puerto Rico | Puerto Rico Lacrosse                    | Pan-American Lacrosse Association | No tiene                 |
| Rusia       | Russia Lacrosse                         | European Lacrosse Federation      | No tiene                 |
| Serbia      | Serbian Lacrosse                        | European Lacrosse Federation      | Serbian Lacrosse League  |
| Singapur    | Lacrosse Association of Singapore       | Asia Pacific Lacrosse Union       | No tiene                 |
| Uganda      | Uganda Lacrosse                         | Africa Association of Lacrosse    | No tiene                 |

### País afiliado a su confederación, pero no a la FIL
| Nación   | Asociación o Federación       | Confederación               | Liga     |
| -------- | ----------------------------- | --------------------------- | -------- |
| Mongolia | Mongolian Lacrosse Federation | Asia Pacific Lacrosse Union | No tiene |

## Torneos
Uno de los objetivos de la FIL es organizar y coordinar las competiciones de lacrosse a nivel internacional en todas las categorías.

### Competiciones masculinas
| Torneo                                | Último torneo        | Campeón vigente |
| ------------------------------------- | -------------------- | --------------- |
| Campeonato Mundial de Lacrosse        | Estados Unidos 2014  | Canadá          |
| Campeonato Mundial de Lacrosse Sub-19 | Finlandia 2012       | Estados Unidos  |
| Campeonato Mundial de Lacrosse Indoor | República Checa 2011 | Canadá          |

### Competiciones femeninas
| Torneo                                         | Último torneo | Campeón vigente |
| ---------------------------------------------- | ------------- | --------------- |
| Campeonato Mundial de Lacrosse femenino        | Canadá 2013   | Estados Unidos  |
| Campeonato Mundial de Lacrosse Sub-19 femenino | Alemania 2011 | Estados Unidos  |

## Ranking FIL
La FIL tiene un ranking mundial que actualiza después de cada competencia internacional.
| Varonil                | Femenil        | Varonil Indoor         | Varonil Sub-19         | Femenil Sub-19 |
| ---------------------- | -------------- | ---------------------- | ---------------------- | -------------- |
| Canadá                 | Estados Unidos | Canadá                 | Estados Unidos         | Estados Unidos |
| Estados Unidos         | Canadá         | Confederación Iroquesa | Canadá                 | Australia      |
| Confederación Iroquesa | Australia      | Estados Unidos         | Confederación Iroquesa | Canadá         |
| Australia              | Inglaterra     | República Checa        | Inglaterra             | Inglaterra     |
| Inglaterra             | Gales          | Inglaterra             | Australia              | Gales          |